# ソムサワート・レンサワット
ソムサワート・レンサワット（ラーオ語: ສົມສະຫວາດ ເລັ່ງສະຫວັດ / Somsavat Lengsavad, 1945年6月16日 - ）は、ラオスの政治家。副首相。ラオス人民革命党政治局員。1993年から2006年までは外務大臣を務めた。

## 経歴
ソムサワートは1945年、北部ルアンパバーン県の中国系ラオス人の家庭に生まれた。中国名は凌 緒光 (Ling Xu Guang) 。その祖先は、海南の出身である。
ラオス内戦中の1961年、革命運動に参加。1964年にラオス人民革命党中央委員会幹部要員となる。カイソーン直系の部下、腹心の秘書として活動。1975年、党中央委員会及び内閣事務局長。1982年から、党中央委員会及び内閣副官房長、党中央委員会付属歴史研究委員会第一副委員長を歴任。
1989年、在ブルガリア大使として派遣される。
1991年3月の第5回党大会において党中央委員に選出され、党内序列第51位となる。党中央委員会及び内閣官房長、国家主席府大臣を歴任。隣国タイに接近するカイソーン国家主席を右腕として支え、二国間関係の改善に尽力した。
1993年2月、カムタイ内閣の内閣改造で外務大臣に任命され、以後、対中国・対ASEAN外交を推進してゆく。
1996年3月の第6回党大会において党中央委員に再選され、序列第12位に躍進した。さらに1997年7月23日、ラオスの東南アジア諸国連合 (ASEAN) への加盟を実現させた。1998年2月24日、シーサワット内閣の組閣で副首相に任命され、外務大臣を留任した。
2001年3月の第7回党大会においては、「党の新星」と呼ばれ、政治局入りを確実視されていたが、党中央委員に再選されたのみで、序列13位に留まった。直後の3月27日のブンニャン内閣の組閣において、副首相兼外務大臣として留任した。
2006年3月の第8回党大会において中央委員に再選されるとともに、中国系では初の政治局員に選出され、序列第10位へと昇格した。同年6月8日のブアソーン・ブッパーヴァン内閣の組閣に際しては、外相職を退任して、政府の日常業務を司る政府常任に就任するとともに、副首相を留任した。これは若く経験のないブアソーンを支える体制の一環であり、これ以後の5年間、多くの分野で大きな権力を行使した。2010年12月にブアソーン首相の辞任した後も、トーンシン内閣で副首相兼政府常任に留任した。
2011年3月の第9回党大会においては、中央委員および政治局員に再選され、党内序列第8位となった。しかし、同年6月の第7期第1回国会において政府常任職は廃止となり、ソムサワートは兼務のない副首相とされた。
2016年1月の第10回党大会において党政治局から退き、党中央委員会顧問に選出された。

## 政治姿勢
親中派で、「ラオス指導部の中で最も中国に近い」と見られている。
また、ASEAN加盟などで積極外交を行い、国際社会でラオスのプレゼンスを高め、国際舞台におけるラオスのイメージの改善に力を注いできた。

## 人物像
趣味は、歌とゴルフ。

## 家族
ブンコンマニー夫人との間に男子1人と女子2人をもうけた。